# Pedro Ponce de León (évêque)
Pour les articles homonymes, voir Ponce de León.
Pedro Ponce de León (1509-1573) est un évêque, érudit et bibliophile espagnol né à Cordoue et mort à Jaraicejo (province de Cáceres).
Il fut évêque du diocèse de Ciudad Rodrigo (province de Salamanque) de 1550 à 1560, puis du diocèse de Plasencia (province de Cáceres) de 1560 à 1573.
Il est passé à l'Histoire pour avoir été un grand connaisseur et collectionneur de livres anciens, qu'il conservait dans la bibliothèque du palais épiscopal de Plasencia.
Les plus importantes de ces œuvres furent acquises par le roi Philippe II pour la bibliothèque du monastère et palais de l'Escurial, qui se trouve dans la ville de San Lorenzo de El Escorial (Communauté autonome de Madrid).
Il était fils de Bernardino de Córdoba, qui appartenait à la maison des Marquis de Priego, et de María Ponce de León. Son oncle Pedro, frère de sa mère, chantre et chanoine à la cathédrale de Cordoue, lui inculqua son amour pour la foi. Il étudia à Salamanque, où il obtint la licence.
Charles Quint le nomma en 1546 membre du Conseil supérieur de l'Inquisition (Consejo de la Suprema y General Inquisición). (Voir Inquisition espagnole)
Il succéda en 1560 à Gutierre de Vargas Carvajal dans l'évêché de Plasencia. Il continua le travail de construction et de rénovation des églises commencé par son prédécesseur à Plasencia: Berzocana, Medellín, Trujillo, Saucedilla, Zorita...
Dans la ville de Plasencia, il mit en œuvre une importante rénovation du palais épiscopal et agrandit l'hôpital de Sainte Marie. Il chargea l'orfèvre Lorenzo Mesurado de l'élaboration du reliquaire en argent de la cathédrale (68 cm de hauteur), qui est considéré un chef-d'œuvre du maniérisme.
Il assista au concile de Trente.

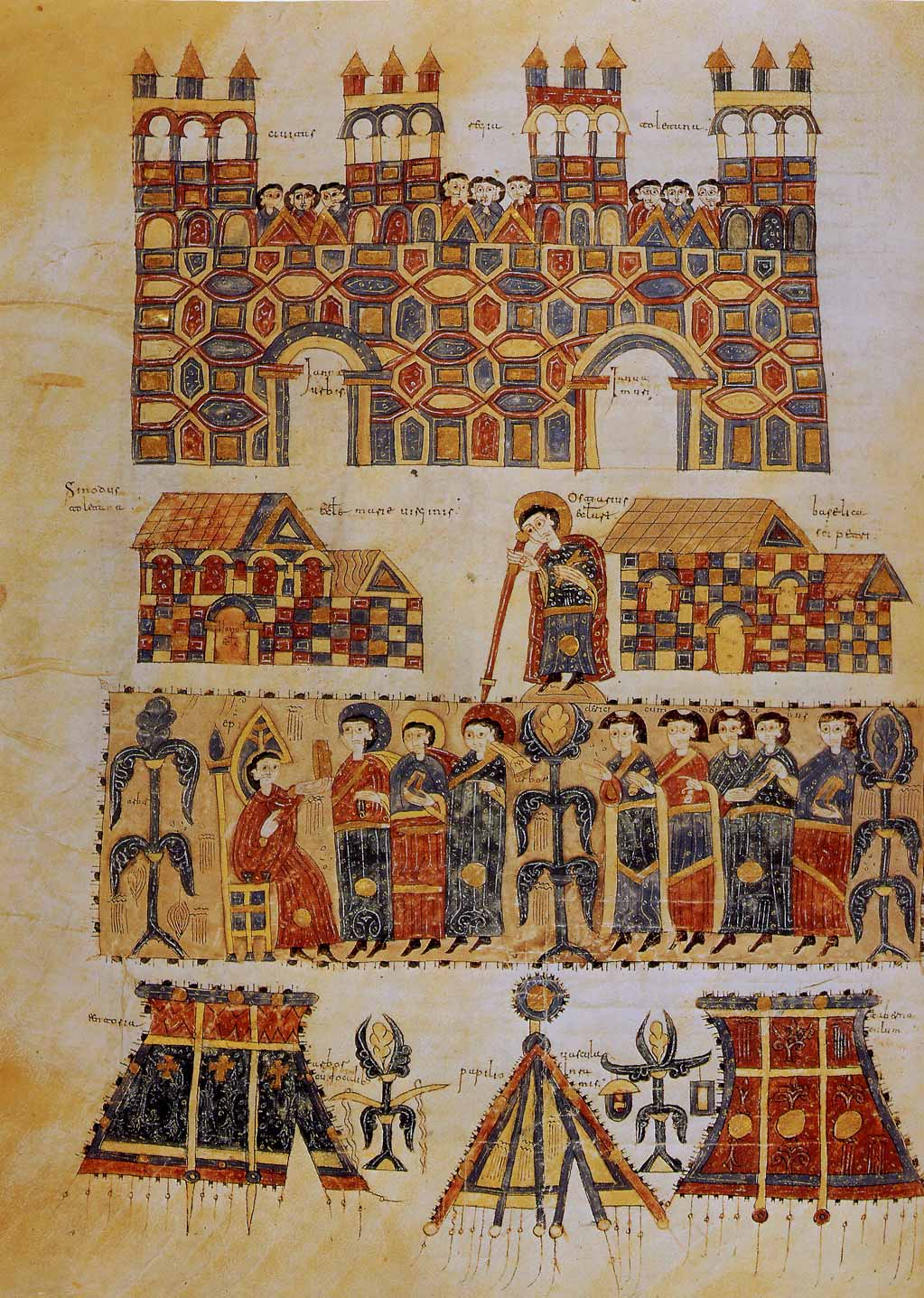
Folio 129 du Código de los Concilios (Codex des conciles).

Il était un grand amateur, connaisseur et collectionneur de manuscrits et de livres anciens, qu'il rassemblait et gardait dans la bibliothèque du palais épiscopal de Plasencia. L'ampleur et la qualité de sa collection suscitèrent l'intérêt de Philippe II, qui chargea le chroniqueur, historien et humaniste Ambrosio de Morales d'aller à Plasencia et d'acquérir des œuvres anciennes pour le fonds de la bibliothèque du monastère et palais de l'Escurial. C'est ainsi que, entre autres, le Códice de los Concilios ou Códice Emilianense de los Concilios, codex (manuscrit) élaboré au scriptorium du monastère de San Millán de la Cogolla en l'an 992, et les scholies et notes du codex sur les œuvres du martyr Saint Euloge (Euloge de Cordoue) furent acquis pour la bibliothèque de l'Escurial, où ils se trouvent actuellement.
Il fut nommé Grand Inquisiteur (Inquisidor General) en 1572 mais il ne put exercer cette charge car il décéda en 1573.

### Articles liés
- Ambrosio de Morales
- Liste des évêques de Plasencia
- Escurial
- Monastère de San Millán de la Cogolla
- Scriptorium de San Millán (es)